# 约翰·查尔斯·曼宁
约翰·查尔斯·曼宁（英语：John Charles Manning，1962年—）是一名南非植物学家，常驻南非康斯坦博斯的南非国家生物多样性研究所康普顿植物标本馆。

## 外部来源
- 維基物種上的相關：约翰·查尔斯·曼宁